# Asterostemma repandum
Asterostemma repandum là một loài thực vật có hoa trong họ La bố ma. Loài này được Joseph Decaisne mô tả khoa học đầu tiên năm 1838. Phân bố tại miền đông đảo Java, Indonesia.